# В вагоне
«В вагоне» — рассказ русского писателя XIX-XX века Антона Павловича Чехова, написанный в 1881 году и впервые опубликованный под псевдонимом «Антоша Ч.» в девятом номере художественно-юмористического журнала «Зритель». Изначально вышел под заголовком «Извлечение из путевого журнала». Разрешение цензурного комитета было получено 29 сентября.
В 1882 году Антон Павлович планировал напечатать рассказ в составе авторского сборника «Шалость». Для этого в произведение был внесён ряд стилистических правок. Название рассказа сменилось на «В вагоне». Из рассказа была убрана начальная фраза: «…Самая лучшая Поляковская железная дорога». Вместо дьякона в произведении появился крестьянин: «Соломенная шляпа ворочается» вместо «Дьякон ворочается». Любые упоминания церкви и духовенства последовательно вычёркивались цензурой по всему сборнику.
Также Чехов следил за всевозможными литературными трюизмами и штампами, чтобы избегать их использования в своём творчестве. Из писем автора следует, что для этого он собирал целые реестры. В рассказе «В вагоне» были устранены примелькавшиеся в юмористической журналистике комические детали: «Жену в прошлом году у друга отнял <…> Тещу ненавижу <…> Прости меня, о моя теща! Не раз желал тебе погибели, не раз сыпал в твой кофе жженой пробки!» Сборник был отпечатан, но в итоге был не допущен цензурой.